# واکنش پرینس
واکنش پرینس (به انگلیسی: Prins reaction) یک واکنش شیمیایی در شیمی آلی است که در آن یک کتون یا آلدهید با یک آلن یا آلکین طی یک واکنش افزایشی الکترون دوست و با جذب یک هسته‌دوست واکنش می‌دهند. محصول به دست آمده با توجه به نوع واکنش دهنده‌ها متفاوت است. این واکنش نخستین بار توسط شیمیدان هلندی، هندریک ژاکوبس پرینس در سال ۱۹۱۹ کشف شد.